# Киселёв, Василий Иванович

Мемориальная доска Дивизии войск НКВД на здании бывшего Училища МВД, проспект Мира, д. 2, Владикавказ

Василий Иванович Киселёв (1896—1968) — советский военачальник, генерал-майор (24 января 1942).

## Биография
Родился в 1896 году в деревне Воздвиженка Уфимской губернии.
Участник Первой мировой войны, с 1918 года служил в Красной армии. Был командиром отдельного Башкирского дивизиона войск ОГПУ, с 1925 года служил в дивизии ВОГПУ (Отдельной дивизии особого назначения имени Ф. Э. Дзержинского).
В 1934 году находился на Дальнем Востоке. Был участником боевых действий в Испании в 1936—1938 годах (полковник, советник на Малагском фронте). С 1938 года — командир 4-й железнодорожной бригады войск НКВД СССР, которая в марте 1939 года была преобразована в 3-ю дивизию войск НКВД СССР по охране железной дороги.
С началом Великой Отечественной войны Василий Иванович — начальник войск охраны тыла 20-й армии Западного фронта, затем — начальник войск НКВД по охране тыла Брянского фронта. Участник битвы за Кавказ, будучи назначен командиром Орджоникидзевской дивизии войск НКВД. Одновременно являлся начальником Орджоникидзевского оборонительного района, причём в его подчинении находились и части Красной Армии: 276-я стрелковая дивизия, 9-я и 155-я отдельные стрелковые бригады, танковая бригада, 7 артиллерийских и 2 зенитных полка, другие части. Принимал участие в обороне Орджоникидзе осенью 1942 года, разработал стратегический план обороны города и Военно-Грузинской дороги.
В январе 1943 года генерал Киселёв сформировал Управление внутренних войск НКВД Северо-Кавказского округа, а с августа 1943 года он стал начальником оперативного отдела Главного управления внутренних войск НКВД СССР, с апреля 1944 года — начальник Управления внутренних войск НКВД Белорусского округа. Здесь В. И. Киселёв занимался координацией боевой и оперативно-служебной деятельности войск округа, ликвидацией бандитизма и агентуры немецкой разведки в Белоруссии и обеспечением тыла частей Советской Армии.
После войны, с сентября 1946 года, генерал-майор Киселёв находился в запасе. Умер в 1968 году.

## Награды
- Награждён орденом Ленина, тремя орденами Красного Знамени, орденом Кутузова II степени, а также медалями, в числе которых «XX лет РККА».
- В декабре 1942 года награждён именными золотыми часами[4].

## Память
- Во Владикавказе в музее Северо-Кавказского училища внутренних войск был стенд, посвященный В. И. Киселёву, который исчез в связи с ликвидацией училища. В музее находился парадный китель и фуражка генерала.
- Во Владикавказе на здании бывшего Училища войск МВД 9 мая 2015 года была установлена мемориальная доска, посвящённая Дивизии войск НКВД с портретом В. И. Киселёва[5].
- https://ct93135-wordpress-z7m9a.tw1.ru/%D0%BC%D0%B5%D0%BC%D0%BE%D1%80%D0%B8%D0%B0%D0%BB%D1%8C%D0%BD%D0%B0%D1%8F-%D0%B4%D0%BE%D1%81%D0%BA%D0%B0-%D1%83%D0%BB-%D0%B4%D0%B8%D0%B2%D0%B8%D0%B7%D0%B8%D0%B8-%D0%BD%D0%BA%D0%B2%D0%B4-%D0%B4/
- https://sevosetia.ru/Article/Index/635918
- https://hamovniki.mos.ru/presscenter/news/detail/12822430.html